# Успаванка за Радмилу М.
Успаванка за Радмилу М. је албум рок групе Бијело дугме из 1983. године у издању "Југотона“. Све текстове је написао Горан Бреговић осим текста пјесме „Косовска“ коју су написали Зија Бериша, Агрон Бериша, Шпанд Ахмети и Горан Бреговић. Пјесме су снимане у студију РТВ Скопље јануара 1983. године, а миксане у Britannia Row Studios.

## Позадина
Вођа бенда, гитариста Горан Бреговић, првобитно је намеравао да изда Успаванку за Радмилу М. као опроштајни албум Бијелог дугмета и да распусти бенд након промотивне турнеје. За разлику од претходних албума бенда, Успаванка за Радмилу М. није пратила велика медијска промоција. Албум је сниман у Скопљу. Успаванка за Радмилу М. је био први албум бенда од уживо албума Концерт код Хајдучке чесме из 1977. на којем је свирао бубњар Ипе Ивандић, који се вратио у бенд крајем 1982. године, заменивши Гарабета Тавитјана, који је са бендом наступао само на турнеји у Бугарској 1982. Песме „Ако можеш заборави”, „У вријеме отказаних летова”, „Полубаук полукружи полуевропом” (наслов се односи на прву реченицу Комунистичког манифеста) и „ Овај плес даме бирају“ је имао разноврстан звук, илуструјући различите фазе у каријери бенда. Насловна нумера, која затвара албум, једина је инструментална нумера коју је Бијело дугме икада снимило.

## Листа пјесама
1. „Полубаук полукружи полуевропом“
2. „Другови и другарице“
3. „Косовска“
4. „У вријеме отказаних летова“
5. „Зашто ме не подноси твој тата“
6. „Ако можеш заборави“
7. „Овај плес даме бирају“
8. „Не плачи“
9. „Успаванка за Радмилу М."

## Чланови групе
- Жељко Бебек - вокал
- Горан Бреговић - гитара
- Горан Ивандић - бубњеви
- Владо Правдић - клавијатура
- Зоран Реџић - бас-гитара

## Сарадници
- Дубравко Мајнарић - главни и одговорни уредник
- Горан Бреговић - извршни продуцент
- Гајо Вучићевић - продукција
- Драган С. Стефановић - дизајн
- Мајк Џонсон - сниматељ
- Арсен Ереш - саксофон
- Благоје Моротов - Баже - контрабас
- Влатко Стефановски - гитара на пјесмама „Полубаук полукручи полуевропом“ и „Успаванка за Радмилу М."
- „Македонија“ - пратећи вокал на пјесми „Ако можеш, заборави“

## Видео касета
Уз овај албум, Југотон је издао видео касету за овај албум. Касета садржи спотове свих песама и делове са турнеје. Био је огроман хит. Касета је била први пројекат те врсте у историји југословенске рок музике. Спотове су режирали Борис Миљковић и Бранимир „Тучко“ Димитријевић. Спот за песму "Овај плес даме бирају" био је први спот са геј темом у Југославији.

## Занимљивости
Група Мерлин је на албуму из 1986. године снимила песму под називом Успаванка за Горана Б. Песма је заузела 99. место на листи 100 најбољих домаћих балада.